# 富山県道141号虎谷大榎線
富山県道141号虎谷大榎線（とやまけんどう141ごう とらたにおおえのきせん）は、富山県魚津市と滑川市を結ぶ一般県道である。

## 概要
当初は滑川市道として整備されていた。
過去は滑川市を結ぶ虎谷滑川線という名称であった（うち滑川地内は、現在は富山県道51号蓑輪滑川インター線となっている）が、ルートが一部変更された。
- 起点：富山県魚津市虎谷
- 終点：富山県滑川市大榎

## 通過する自治体
- 富山県
  - 魚津市 - 滑川市

## 重複区間
- 富山県道67号宇奈月大沢野線
- 富山県道320号古鹿熊滑川線
- 富山県道137号堀江魚津線
- 富山県道320号古鹿熊滑川線